# Święty Flannan
Święty Flannán – żyjący w VII wieku w Irlandii, kaznodzieja, opat i biskup Killaloe, święty Kościoła katolickiego. Od jego imienia swoją nazwę biorą Wyspy Flannana położone na zachód od Lewis (Szkocja). 
Flannan był synem irlandzkiego wodza Turlough of Thomond. Wstąpił do klasztoru Mo Lua w Killaloe, gdzie miał zostać opatem. Jest pamiętany jako wielki kaznodzieja. Odbył pielgrzymkę do Rzymu, gdzie papież Jan IV wyświęcił go na pierwszego biskupa Killaloe, którego jest też do dziś patronem. Głosił  również kazania w Hebrydach. Jego liturgiczne wspomnienie przypada na 18 grudnia.